# Абанотубани
Абанотуба́ни (груз. აბანოთუბანი) — исторический район в центре Тбилиси, известный своим комплексом бань, стоящих на естественных сернистых источниках. Построенные в разное время в XVII—XIX веках, нынешние бани формируют собой отдельный квартал города, являющийся популярным местом как среди жителей города, так и у многочисленных туристов.

## История
С Абанотубани связана легенда об основании Тбилиси. Согласно ей, грузинский царь Вахтанг Горгасали охотился в этой местности и выпустил сокола на пролетавшего фазана. Сокол упал на добычу и птицы скрылись в лесу. Когда царь отыскал своего сокола, оказалось, что добытый им фазан упал в горячий источник и сварился. В некоторых вариантах легенды сокол сварился вместе с фазаном, но, если судить по современному памятнику-фонтану в центре Абанотубани, с соколом всё было благополучно, он просто ждал хозяина, сидя на добыче. Царь был рад такой находке и приказал построить вокруг источника баню, позже разросшуюся до квартала, а потом и города. Правдива легенда или нет, но тёплые сернистые источники действительно сыграли очень важную роль в выборе места для постройки Тбилиси. Тёплые (температура выходной воды достигает 37°) источники в этом месте всегда служили местом купания для жителей. В районе Абанотубани археологи обнаружили бани I—II в.в. с выложенными мозаикой бассейнами, раздевалками и широко разветвлённой системой керамических труб.
Даже своё название город получил от слова «тбили» (или устаревшее «тфили»), что означает «тёплый». Название это указано на римской карте IV века в форме «Тбиладо». Квартал получил своё имя от слияния двух грузинских слов: «баня» («абано» на грузинском) и «район» («убани» на грузинском). В дальнейшем место было благоустроено и застроено отдельными банями, существуют свидетельства наличия отдельных благоустроенных бань, датируемые ещё XVI веком. 
Сформированный комплекс обустроенных бань существенно пострадал во время разрушительного набега на Тбилиси Ага Мухаммед-хана в 1795 году. 
За время существования города бани разрушались, отстраивались и перестраивались заново много раз, так же как много раз были и переименованы. Переименования были связаны, в основном, со сменой владельцев. Старейшей баней считается Ираклиевская, известная, по крайней мере, с XVI века. Также к старейшим баням относятся Бебутовская, Казённая и Сумбатовская (все — начало XVII века).
Бани выполняли в городе не только функцию места, где можно помыться. Они были своего рода клубами для жителей и гостей города. Бани были открыты круглые сутки, причём часто входная плата не ограничивала времени пребывания в бане. В банях люди мылись, брились, отдыхали, общались, решали деловые вопросы, организовывали обеды, пили, похмелялись и даже устраивали смотрины. В художественных произведениях баня описывается как способ традиционного для Тбилиси проведения досуга.
Банные дни, как правило, чередовались: мужские и женские. В настоящее время такого чередования нет, в банях есть отдельные мужские и женские залы, а также номера, эксклюзивно снимаемые на время.

## Расположение
Район Абанотубани расположен к востоку от старейшей части Тбилиси (Старого города), на правом берегу Куры, в начале улицы Иосифа Гришашвили, идущей параллельно набережной. От набережной квартал отделён жилыми домами и сквером имени Гейдара Алиева. В сквер смотрит вход в баню № 5. За сквером, в самом начале улицы Гришашвили, стоит памятник-фонтан, изображающий сокола, сидящего на поверженном фазане. Очевидно, памятник иллюстрирует легенду о Вахтанге Горгасали и основании Тбилиси.
С юго-востока к району Абанотубани примыкает район Ортачала.

## Архитектура
Архитектура бань — традиционная, восточная, в основном, персидская. Сами бани представляют собой очень низкие приземистые здания и находятся, с точки зрения постороннего наблюдателя, под землёй, снаружи видны только сводчатые полукруглые купола, так что туристы ходят прямо по крышам бань. Сверху купол, как правило, заканчивается небольшой башенкой с проёмами, через которые в баню поступает солнечный свет. Стены бань сделаны из кирпича, пол и обычные ванны — из плит местного серого пористого камня. Более дорогие номера и ванны в них отделаны мрамором.
Среди всего комплекса выделяется так называемая Пёстрая баня, она же Орбелиановская, она же Голубая. Это высокая, стоящая отдельно баня, украшенная стрельчатым фасадом и боковыми минаретами, отделанная пёстрыми изразцами.

## Известные посетители
В разное время в тбилисских банях побывали некоторые известные люди.
По легенде в банях пробовал восстановить своё мужское достоинство завоевавший Тбилиси в 1795 году «свирепый евнух» Ага-Магомет-хан. Потерпев в этом неудачу, он приказал разрушить все бани.
Александр Дюма-отец, путешествовавший по Кавказу в 1858 году, оставил восторженные описания Тифлиса и тифлисских бань. Вот как он описывает процесс:
Два истязателя начали ломать мне суставы. Эта операция началась с последнего сустава пальца... Эти упражнения, которые, по–видимому, должны были вывихнуть мне члены, совершались удивительно естественно, не только без боли, но с чувством удовольствия...
Мешочек надулся и испустил мыльную пену, которой я покрылся с головы до пят. За исключением глаз, которые мне немного жгло, я никогда не испытывал более приятного чувства, как то, которое было произведено этой пеной, текущей по всему телу...
А. С. Пушкин, направляясь в Арзрум в 1829 году, останавливался в Тифлисе и посетил местные бани, их он описал в «Путешествии в Арзрум» в превосходных тонах:
Отроду не встречал я ни в России, ни в Турции ничего роскошнее тифлисских бань. Опишу их подробно.
Хозяин оставил меня на попечение татарину-банщику. Я должен признаться, что он был без носу; это не мешало ему быть мастером своего дела. Гассан (так назывался безносый татарин) начал с того, что разложил меня на тёплом каменном полу; после чего начал он ломать мне члены, вытягивать составы, бить меня сильно кулаком; я не чувствовал ни малейшей боли, но удивительное облегчение. (Азиатские банщики приходят иногда в восторг, вспрыгивают вам на плечи, скользят ногами по бёдрам и пляшут по спине вприсядку, е sempre bene). После сего долго тёр он меня шерстяною рукавицей и, сильно оплескав тёплой водою, стал умывать намыленным полотняным пузырём. Ощущение неизъяснимое: горячее мыло обливает вас как воздух! NB: шерстяная рукавица и полотняный пузырь непременно должны быть приняты в русской бане: знатоки будут благодарны за таковое нововведение.

После пузыря Гассан отпустил меня в ванну; тем и кончилась церемония.
В наши дни мировые знаменитости, посещая Тбилиси, нередко пользуются услугами бань. В 2016 году Абанотубани посетил британский музыкант и певец Стинг.

## Современное состояние бань
Сейчас все бани приватизированы с условием сохранения профиля работы и защиты памятников культуры. Один из аукционов по продаже состоялся в 2007 году. Большинство бань после приватизации были отремонтированы и выглядят вполне современно, в некоторых продолжается ремонт.

### Баня VIP (груз.ვიპ აბანო)
Хотя у этой бани есть отдельный вход и отдельная вывеска, но на самом деле организационно и функционально это просто часть Бани № 5, отделённая под землёй от более дешёвой зоны и отремонтированная для элитного обслуживания. Вход в баню VIP находится непосредственно рядом со входом Бани № 5, сама баня представляет собой один богато отделанный номер с сауной, горячим серным бассейном и прочими удобствами. Под землёй между баней VIP и Баней № 5 есть служебные переходы.

### Баня № 5 (груз.აბანო № 5)
Баня не поменяла название с советского периода, у входа сохранилась историческая вывеска 1926 года. После приватизации Баня № 5 была разгорожена под землёй на две части и каждой части был оформлен отдельный надземный вход, более дорогая часть получила название Баня VIP. Сегодняшняя Баня № 5 представляет собой более бюджетную часть комплекса, вход в неё хорошо виден из сквера Гейдара Алиева, примыкающего к набережной. В бане есть общий мужской зал и общий женский зал, а также несколько отдельных номеров различной функциональности и стоимости. Под землёй между баней VIP и баней № 5 есть служебные переходы.

### Баня «Фантазия» (груз.აბანო ფანტაზია)
До приватизации это была более дорогая часть бани № 10, чаще называемой Мирзоевской. Баня расположена чуть выше и несколько особняком от остальных бань Абанотубани, дорога к ней идёт вверх по улице Гришашвили, причём несколько стрелок-указателей называют её баней Орбелиани, что неверно. Вход находится в небольшом сквере и хорошо виден с улицы Гришашвили. Баня «Фантазия» состоит из 15 отдельных номеров различной функциональности и стоимости. Организационно эта баня и Баня царицы это единый комплекс, чаще всего называемый Мирзоевская баня.

### Баня царицы (груз.დედოფლის აბანო)
До приватизации это была более бюджетная часть бани № 10, чаще называемой Мирзоевской. Баня расположена чуть выше и несколько особняком от остальных бань Абанотубани, дорога к ней идёт вверх по улице Гришашвили, причём несколько стрелок-указателей называют её баней Орбелиани, что неверно. Вход непосредственно выходит на улицу Гришашвили, чуть выше сквера со входом в баню «Фантазия». В бане есть два мужских зала и один женский, отдельных номеров нет. Организационно эта баня и баня «Фантазия» это единый комплекс, чаще всего называемый Мирзоевская баня.

### Пёстрая баня (груз.ჭრელი აბანო)
Пёстрая, или Орбелиановская баня с 2013 года находилась на реконструкции, завершившейся в 2016 году. Вход в баню напоминает вход в одно из медресе на площади Регистан, как формой, так и пёстрой мозаикой в светлых тонах. Считается, что именно эту баню посетили Александр Сергеевич Пушкин и Александр Дюма, в бане есть номера, названные именами писателей.

### Серная баня Гуло (груз.გულოს აბანო)
В советское время баня не имела номера и организационно относилась к ведению КЭЧ Тбилисского гарнизона ЗакВО, поэтому тбилисцы и сейчас часто называют эту баню Гарнизонная. Современное название сложилось сначала неформально, по имени хозяйки и распорядительницы, затем было закреплено вывеской с названием. Баня недавно отремонтирована и хорошо оборудована, но сравнительно невелика и состоит всего из пяти номеров различной функциональности и стоимости. Один из номеров, элитный и, по-видимому, самый роскошный из всего комплекса Абанотубани, представляет собой бывший общий зал для рядового и сержантского состава, прошедший через капитальный ремонт и перепланировку с современной отделкой. Во время поездки в Грузию эту баню посетил Стинг.

### Царская баня (груз.სამეფო აბანო)
В советское время это была более бюджетная часть бани № 7, своё нынешнее название она получила после приватизации, разделения и реконструкции. Вход в Царскую баню расположен посередине Абанотубани, в самом начале улицы Гришашвили. В бане действует пять неплохо отремонтированных и сравнительно дорогих отдельных номеров различной функциональности и стоимости, общих залов нет.

### Баня царя Ираклия (груз.ირაკლი მეფის აბანო)
В советский период эта баня была более дорогой частью бани № 7 и не имела отдельного входа, к номерам надо было довольно далеко идти внутри бани. При приватизации Бани № 7 её помещение было разделено и посередине был сделан отдельный вход для части с номерами. Первоначально эта часть была названа Баня VIP, но позже это название вышло из употребления из-за появления помещений с заметно лучшим ремонтом. Вход находится недалеко от входа Пёстрой бани, надо перейти через ручей. На вывесках и указателях баня называется просто Серная баня (груз. გოგირდის აბანო). В ней четыре недорогих отдельных номера разной стоимости и функциональности.

## Тбилисский бальнеологический курорт (груз.თბილისის ბალნეოლოგიური კურორტი)
В 1938 году недалеко от Абанотубани было построено здание медицинского центра, который сегодня известен как Тбилисский бальнеологический курорт. Курорт проводит лечебные курсы терапии кожных, лёгочных и других заболеваний, используя для этого воду сероводородных источников Абанотубани. Здание курорта расположено в паре сотен метров от комплекса бань по адресу улица Вахтанга Горгасали, дом 9. Руководит центром Николоз Саакашвили, отец бывшего президента Грузии.